# 晚娘 (2012年电影)
《晚娘》是一部2012年上映，M·L·庞帝华诺普·蒂华库拉自编自导的的泰国伦理剧情片。此片三度改编自泰国作家帕拉蒙·吾哈图普于1964年至1966年间撰写并在报纸版块上发表的小说《真达拉的故事》。电影分上下部上映，《晚娘上部：恋欲》于2012年9月6日上映；《晚娘下部：罪色》于2013年2月7日上映。

## 简介
故事讲述了主人公真达拉悲剧性的一生。
电影采用倒叙的方式，由晚年的真和肯，两位风烛残年老人回忆往事而展开。其中上部是真在等待肯的过程中独自回忆，下部是肯来到真的身边，共同对话和回忆。

### 上部
普吉府的比吉旺达家族是富甲一方的豪门一族，在普吉和曼谷拥有多片土地、庄园、实业公司等产业。
某一天，生活在曼谷庄园的达拉小姐去普吉乡下探亲，途中不幸被山贼强奸怀孕。为掩盖丑闻，家族只得找来演员出身的威南来顶包与达拉成婚，心怀叵测的威南以此勒索要挟，从而得到了比吉旺达家族在曼谷的所有产业。达拉产子后难产而死，从此威南视此子为异类，并给他起名为真，发音类似泰语里的人渣。
在家族长者，真少爷姨婆的安排下，威南另娶华姨为妻，并生下一女阿乔。成为主人的威南老爷没有了束缚，开始作威作福，过起荒淫无度的乱性生活，姨婆气得搬回乡下老家。真少爷在这样一种混乱的环境下长大，时常受到父亲打骂虐待，幸好有善良的华姨爱护，和忠仆肯的陪伴，他慢慢成长为一个英俊的少年。
在主人的带动下，庄园的风气污秽，仆人们纷纷偷情。肯血气方刚，也是乐衷于男女之事，在他引导之下真和肯的女伴莎莎初试云雨。虽然如此，真仍然保持纯洁的本性，并认识了来自穆斯林家庭的女友荷欣，他们彼此倾心相爱。
威南的事业不断扩大，并娶了自己在欧洲的商业伙伴昆庇做姨太太。昆庇同时带回来一个儿子卡伦，阿乔对他一见钟情。华姨对昆庇的到来感到吃醋和失望，但作为女主人她仍勉力维持这个大家庭的和谐。昆庇很欣赏真的艺术天赋，慢慢的他们之间产生了暧昧之情。
肯继续偷情，甚至勾搭上阿乔小姐，为此惹出祸来。真阻止并体罚了他，在赶来的众人面前阿乔变了卦，诬称遭受强奸。威南老爷大发雷霆要枪毙肯，真少爷此时爆发出积累已久的怨气和仇恨，为拯救肯的生命他不惜与父亲撕破脸，动手阻止了威南老爷的行动。在混乱中枪支走火把一个男仆误杀，在众人保护和拥簇之下真和肯匆匆逃离这个危险的地方，登上了开往普吉老家的火车。

### 下部

《晚娘下部：罪色》海报

在普吉老家的庄园，真过了一段无忧无虑的田园生活。他每日与姨婆谈心，读书作画，并学习如何打理家族生意。但是对于肯来说，庄园只有老年女仆，每日干完活后精力无法发泄，故此他恳求真批准他外出嫖妓。得到允许后肯来到乡镇一家妓院，意外地遇到达拉当年遇袭时同行的女仆，并从其口中得知不同以往的叙事。真和肯决心查出事实的真相，经过他们不懈努力终于找到当年办案的已经退休的当地警察。但真相却是一个开头很美好，结局很悲哀的故事，真少爷痛恨自己的身世，悲愤交加中想投河自尽，肯和其他人阻止并劝慰了真少爷放弃了自杀念头。
在其后的日子里，真过上了一生中最平静安逸的时光。每日学习文化和家族企业经营管理，去寺庙听讲佛法，并和女朋友荷欣用书信互诉衷肠，荷欣鼓励真勇敢面对命运，好好生活。肯也深受佛法感化，并在寺庙中邂逅了一生挚爱，后来的妻子。他们结婚并生下儿子，真为他取名为陶，意为天上的星星。从此肯不再是一个浪荡子，而变成一个勤勉、诚实并勤劳的人，开始成为真少爷事业上的副手。
当然故事会有转折，也就是华姨带来的曼谷庄园的消息。卡伦少爷是昆庇和前夫的儿子，阿乔是威南和华姨的女儿，所有人都认为他们没有血缘关系。两人互生情愫并结合怀孕，得知消息后威南老爷高兴地准备操办婚礼。可昆庇却说出卡伦的真实身世，是她和威南偷情所生，卡伦和阿乔实为同父异母的兄妹，在不知情的情况下造成乱伦的后果。卡伦愤而离家，阿乔因失去真爱而整日乱性放纵自己。为了掩盖这一丑闻并能体面迎接庄园小姐未来的孩子，需要找一个接盘的人和阿乔结婚。虽然威南老爷很不情愿，但不得不承认这唯一的人选就是被他赶出去的真少爷。姨婆看到家族终于迎来转运复仇的机会后，安然长逝。
真少爷和肯回到曼谷庄园，胁迫威南老爷让出除新加坡分公司外的所有家族产业，并把病倒瘫痪的他赶到小黑屋去生活。大获全胜后，真少爷满怀希望地想去迎娶荷欣，却得到她已经病死的噩耗。魂不守舍的真少爷开始放纵人性中贪婪的部分，走上了威南老爷的老路。对家族产业漫不经心，全靠兢兢业业的肯支撑。和晚娘昆庇偷情纵欲，甚至当着威南的面刺激他，使他病情加重。但是他对自己名义上的儿子，阿巧乱伦生下的唐氏儿却很上心，关爱他的成长。但不幸的是这个孩子最终也夭折。因为晚娘不能生育，一心求子的真少爷用强奸的方式让阿乔怀孕，阿乔从此更加憎恨他了。
日本开始侵略泰国，并轰炸了曼谷。真和肯在逃生中差点被炸死，卡伦少爷为了救真付出了自己的生命。真少爷感到愧疚，看着满目疮痍的国家，他打算对自己人好一点。可是威南老爷在这时候病死了，得知爱子死讯的晚娘也决定离开伤心之地回欧洲，精神失常的阿乔跳楼自杀。真少爷突然觉得所有的人都离开了自己。
故事回到现在，真想把遗产都送给肯，但被拒绝。肯的孙子来接走他回美国，两个老人相互告别，就像生死离别一样。独自一人落寞的真，把遗产文件留在长椅上，独自踱步消失于街头小巷里。

## 演员阵容

### 主要演员
- 马里奥·毛瑞尔 饰演 真达拉（Jan Dara/Chan Visanan）少爷，男一号。
- 查亚鹏·普帕特 饰演 肯（Ken Kratingthong），真少爷的仆人和玩伴，男二号。
- 萨卡拉·卢埃克塔姆荣（英语：Sakrat Ruekthamrong） 饰演 Luang Vissanun-decha，威南老爷，庄园主，真少爷名义上的生父，实为继父。
- 波昂科·德昂马莱 饰演 华姨（Mae Waad），庄园女主人，真少爷的继母。后在那空沙旺府受戒为尼姑。
- 萨维卡·恰雅德 饰演 Hyacinth，穆斯林少女，在拍那空府学习时在英语夜校认识了真达拉。（一人分饰两角）
- 萨维卡·恰雅德 饰演 Dara Vijitwanich，真达拉母亲。（一人分饰两角）
- 芮塔·彭安 饰演 Boonlueang，晚娘姐姐，威南老爷的姨太太。
- 西野翔[3][4]饰演 Khun Kaew，阿乔小姐，威南老爷和华姨的女儿，真少爷的妹妹。（泰语配音：娜德·米利亚）
- 那·特哈沙丁·那·阿育他亚 饰演 Khun Ka-jon，卡伦少爷，但后来爱上了Khun Kaew并与她发生了性关系。

### 客串演员
- 婉娜拉·宋提查 饰演 Marai，肯的妻子。
- 彭拍·瓦奇拉班桌 饰演 Hyacinth的父亲。
- 克里基亚特·潘皮帕特 饰演 王子殿下，暹羅立憲革命期间被俘虏的王室成员。
- 朱达帕·辰塔杰 饰演 Mae Pum，Phichitwanit House 的主厨，肯的母亲，对真达拉忠心耿耿。
- 皮亚·萨维皮固 饰演 Somchuk，男奴。
- ทวีศักดิ์ ธนานันท์ 饰演 华姨的情人。
- 彭希里·本鲁埃翁 饰演 警长
- Phattaranan Ruamchi 饰演 莎莎（Sai Soi），阿乔小姐的丫鬟，肯的女朋友。
- เกศริน ชัยเฉลิมพล 饰演 Bun-nga（บุหงา）
- 克连科莱·吾汶蛤南 饰演 王子殿下
- เนาวรัตน์ ซื่อสัตย์ 饰演 ภรรยา
- 林柏光 饰演 Tiwa博士，肯和Marai的侄子[5]。

## 发行与票房
《晚娘上部：恋欲》于2012年9月4日在暹罗百丽宫的百丽宫影院举行了全球首映（World Gala Premiere）。
《晚娘上部：恋欲》于2012年9月6日上映。上映数周，票房收入共300万泰铢，总收入为3470万泰铢。最终票房收入为4030万泰铢。
《晚娘上部：恋欲》已在亚洲的新加坡、香港、中华民国、日本、韩国、菲律宾等地上映。
《晚娘下部：罪色》于2013 年2月5日在SF World Cinema。沙哈蒙空电影国际有限公司董事长与执行团队及摄制组一起开香槟庆祝电影首映。
《晚娘下部：罪色》于2013年2月7日正式上映，首映票房总计1720万泰铢。电影上映仅两周，获得了观众压倒性的反响，流入量超出预期，成为春节档中票房最高的泰国电影，超出了前传的票房收入目标，总票房为3387万泰铢。

## 获奖与提名列表

### 上部
| 颁奖典礼                  | 奖项                     | 获提名者                                                                                        | 结果 |
| ------------------------- | ------------------------ | ----------------------------------------------------------------------------------------------- | ---- |
| 2012年Top Awards          | 最佳电影                 | 沙哈蒙空電影國際有限公司                                                                        | 獲獎 |
| 2012年Top Awards          | 最佳电影男主角           | 马里奥·毛瑞尔                                                                                   | 提名 |
| 2012年Top Awards          | 最佳电影女主角           | 波昂科·孔玛莱                                                                                   | 提名 |
| 2012年Top Awards          | 最佳电影导演             | M·L·庞帝华诺普·蒂华库拉                                                                         | 獲獎 |
| 2012年Top Awards          | 最佳电影女演员           | 芮塔·彭安                                                                                       | 獲獎 |
| 2012年Top Awards          | 最佳电影男演员           | 查亚鹏·普帕特                                                                                   | 提名 |
| 第10届一针见血奖          | 最佳男配角               | 查亚鹏·普帕特                                                                                   | 提名 |
| 第22届泰国电影金天鹅奖    | 最佳男配角               | 查亚鹏·普帕特                                                                                   | 提名 |
| 第22届泰国电影金天鹅奖    | 最佳女配角               | 波昂科·孔玛莱                                                                                   | 提名 |
| 第22届泰国电影金天鹅奖    | 最佳音乐                 | ชาติชาย พงษ์ประภาพันธ์                                                                              | 獲獎 |
| 第22届泰国电影金天鹅奖    |                          | 最佳艺术指导                                                                                    | 提名 |
| 第22届泰国电影金天鹅奖    | 最佳服装设计             | อธิษฐ์ ฐิรกิตติวัฒน์                                                                                   | 提名 |
| 第6届Top Awards           | 年度最佳男演员           | 马里奥·毛瑞尔                                                                                   | 提名 |
| MThai Top Talk-About 2013 | 最受关注的电影           | 沙哈蒙空電影國際有限公司                                                                        | 獲獎 |
| 第9届Chalerm Thai Awards  | 年度泰国电影男配角       | 查亚鹏·普帕特                                                                                   | 提名 |
| 第9届Chalerm Thai Awards  | 年度泰国电影女配角       | 波昂科·孔玛莱                                                                                   | 提名 |
| 第9届Chalerm Thai Awards  | 年度泰国电影配乐         | ชาติชาย พงษ์ประภาพันธ์                                                                              | 提名 |
| 第21届泰国影评人协会奖    | 最佳女配角               | 波昂科·孔玛莱                                                                                   | 提名 |
| 第21届泰国影评人协会奖    | 最佳女配角               | 鲁德克劳·阿姆拉蒂沙                                                                             | 提名 |
| 第21届泰国影评人协会奖    | 最佳生产设计             | พัฒน์ฑริก มีสายญาติ                                                                                  | 提名 |
| 第三届泰国电影导演协会奖  | 最佳电影                 | 沙哈蒙空電影國際有限公司                                                                        | 提名 |
| 第三届泰国电影导演协会奖  | 最佳电影导演             | M·L·庞帝华诺普·蒂华库拉助理导演： โชคอนันต์ สกุลธรรม 彭拍·瓦奇拉班桌 朱达帕·辰塔杰 彭希里·本鲁埃翁 | 提名 |
| 第29届泰国金娃娃奖        | ลำดับภาพยอดเยี่ยม           | สิริกัณณ์ ศรีจุฬาภรณ์                                                                                  | 獲獎 |
| 第29届泰国金娃娃奖        | 最佳服装设计             | อธิษฐ์ ฐิรกิตติวัฒน์                                                                                   | 獲獎 |
| 第29届泰国金娃娃奖        | 最佳妆发                 | มนตรี วัดละเอียด ทิฆัมพร แซ่ลิ้ม                                                                        | 獲獎 |
| 第29届泰国金娃娃奖        | 最佳电影配乐             | ชาติชาย พงษ์ประภาพันธ์                                                                              | 提名 |
| 第29届泰国金娃娃奖        | 特别奖：杰出男新星银娃娃 | 查亚鹏·普帕特                                                                                   | 獲獎 |
| 第29届泰国金娃娃奖        | 特别奖：杰出女新星银娃娃 | 芮塔·彭安                                                                                       | 提名 |

### 下部
| 颁奖典礼                   | 奖项             | 获提名者                 | 结果 |
| -------------------------- | ---------------- | ------------------------ | ---- |
| 2013年暹罗达拉明星奖       | 最佳电影         | 沙哈蒙空電影國際有限公司 | 獲獎 |
| 2013年暹罗达拉明星奖       | 最佳女主角       | 芮塔·彭安                | 提名 |
| 2013年暹罗达拉明星奖       | 最佳电影导演     | M·L·庞帝华诺普·蒂华库拉  | 提名 |
| 第23届泰国电影金天鹅奖     | 最佳男配角       | 查亚鹏·普帕特            | 提名 |
| 第23届泰国电影金天鹅奖     | 最佳摄影         | พนม พรมชาติ               | 提名 |
| 第23届泰国电影金天鹅奖     | 最佳音乐         | ชาติชาย พงษ์ประภาพันธ์       | 獲獎 |
| 第23届泰国电影金天鹅奖     | 最佳艺术指导     | พัฒน์ฑริก มีสายญาติ           | 提名 |
| 第23届泰国电影金天鹅奖     | 最佳特殊化妆技术 | มนตรี วัดละเอียด            | 提名 |
| 第23届泰国电影金天鹅奖     | 最佳服装设计     | อธิษฐ์ ฐิรกิตติวัฒน์            | 提名 |
| 第22届泰国影评人协会奖     | 最佳音乐         | ชาติชาย พงษ์ประภาพันธ์       | 提名 |
| 第7届Nine Entertain Awards | 年度最佳男演员   | 马里奥·毛瑞尔            | 獲獎 |
| 第7届Nine Entertain Awards | 年度创意团队     | ทีมกำกับศิลป์                | 提名 |